# Bunty Aur Babli
Pour plus de détails, voir Fiche technique et Distribution.
Bunty Aur Babli (बंटी और बबली) est un film indien de Bollywood réalisé par Shaad Ali, sorti en 2005. 
Le film s'inspire de l'histoire de Bonnie et Clyde.

## Synopsis
Rakesh est un jeune homme ambitieux et ingénieux qui ne se satisfait pas de sa condition sociale. Son père, qui travaille aux chemins de fer, souhaiterait le voir prendre sa relève comme contrôleur de trains, mais Rakesh rêve de parcourir le monde et ne saurait se satisfaire d'un travail si routinier… Il a d'ailleurs un projet qui nécessite seulement le soutien financier d'un ponte local, et se rend en ville pour lui soumettre son plan…

Vimmi est une jeune fille moderne qui rêve de gloire, de strass et de paillettes. Elle ne se fait pas à la réalité qui l'attend bientôt : ses parents projettent de la marier. Elle s'enfuit du toit parental et monte en ville dans l'espoir de participer au concours de Miss Inde, mais apprend sur place que les inscriptions sont closes. Un des jurés du concours lui fait alors une proposition indélicate et Vimmi, scandalisée, abandonne toute idée d'être élue reine de beauté et réalise combien l'avidité et la méchanceté sont partout présentes. Elle rencontre alors Rakesh. Lui se remet à peine du refus du promoteur qu'il vient de rencontrer, et en qui il avait placé tous ses espoirs.
La ténacité de Rakesh et Vimmi, leurs rêves similaires d'avenirs brillants et leurs envies d'ailleurs finissent rapidement par les réunir, ils décident de partir pour Bombay et forment ensemble un duo d'escrocs hors pair, passés maîtres dans l'art du déguisement et de l'arnaque tout en douceur… Ils signent leurs méfaits des surnoms qu'ils se sont donnés : Bunty et Babli. Audacieux et insouciants, ils sont toujours charitables envers les nécessiteux et les cœurs purs… Ils réussissent tant et si bien leurs coups et font tant parler d'eux qu'ils sont bientôt poursuivis par un flic zélé, qui a une méchante envie de donner une leçon à cette jeunesse en mal de repères ! Bunty et Babli officialisent clandestinement leur union et se marient en secret…

## Fiche technique
- Titre : Bunty Aur Babli
- Titre original : बंटी और बबली
- Réalisateur : Shaad Ali
- Scénaristes : Aditya Chopra et Jaideep Sahni
- Producteurs : Aditya Chopra et Yash Chopra
- Narrateur : Amitabh Bachchan
- Musique : Shankar-Ehsaan-Loy
- Distributeur : Yash Raj Films
- Pays d'origine :  Inde
- Langues : Hindî, Anglais
- Format : Couleurs - 2,35:1 - DTS / Dolby Digital - 35 mm
- Genre : Comédie dramatique et romance
- Durée : 177 minutes
- Sortie : 2005

## Distribution
- Amitabh Bachchan : Dashrath Singh
- Abhishek Bachchan : Rakesh Trivedi / Bunty
- Rani Mukerji : Vimmi Saluja / Babli
- Raj Babbar : Trivedi
- Tania Zaetta : Kate
- Sanjay Mishra : Q. Q. Qureshi
- Shiamak Davar : apparition spéciale
- Aishwarya Rai Bachchan : apparition spéciale (danseuse sur « Kajra Re »)

## Musique
Le film comporte 6 chansons : Dhadak Dhadak ~ Bunty Aur Babli ~ Nach Baliye ~ Chup Chup Ke ~ Kajra Re ~ B n B (générique de fin).
La musique a été composée par Shankar-Ehsaan-Loy et les paroles ont été écrites par Gulzar.
| Titre           | Interprète(s)                                         |
| --------------- | ----------------------------------------------------- |
| Dhadak Dhadak   | Udit Narayan, Sunidhi Chauhan                         |
| Chup Chup Ke    | Sonu Nigam, Mahalaxmi Iyer                            |
| Nach Baliye     | Shankar Mahadevan, Sowmaya Raoh, Loy Mendonsa         |
| Bunty Aur Babli | Sukhvinder Singh, Jaspinder Narula, Shankar Mahadevan |
| Kajra Re        | Alisha Chinai, Shankar Mahadevan                      |

## Récompenses
International Indian Film Academy Awards (2006)
- Popular Award : Gulzar - Meilleur Parolier pour la chanson Kajra Re
- Popular Award : Shankar Mahadevan - Meilleur Directeur Musical
- Popular Award : Alisha Chinai - Meilleure chanteuse pour la chanson Kajra Re

Screen Weekly Awards
- Screen Weekly Awards : Meilleur acteur dans un rôle comique Abhishek Bachchan
- Screen Jodi No. 1 - Rani Mukherjee et Abhishek Bachchan

Filmfare Awards (2006)
- Best Lyrics (Meilleur parolier) : Gulzar pour Kajra Re.
- Best Music (Meilleure musique) : Shankar Mahadevan, Ehsaan Noorani, Loy Mendonsa
- Best Playback Singer (Female) (Meilleure chanteuse): Alisha Chinai pour Kajra Re.

### Nominations
- Popular Award pour le meilleur acteur dans un second rôle : Amitabh Bachchan
- Popular Award pour la meilleure actrice dans un rôle principal : Rani Mukherjee
- Popular Award pour la meilleure image : Shaad Ali

Zee Cine Awards
- Zee Cine Awards : Meilleur acteur Abhishek Bachchan

Filmfare Awards (2006)
- Meilleur acteur : Abhishek Bachchan
- Meilleur acteur : Amitabh Bachchan
- Meilleure actrice : Rani Mukherjee
- Meilleur film
- Meilleur parolier : Gulzar pour la chanson Chup Chup Ke
- Meilleur acteur dans un second rôle : Amitabh Bachchan